# Nippancistroger testaceus
Nippancistroger testaceus är en insektsart som först beskrevs av Matsumura, S. och Tokuichi Shiraki 1908.  Nippancistroger testaceus ingår i släktet Nippancistroger och familjen Gryllacrididae. Inga underarter finns listade i Catalogue of Life.